# Fanore
Fanore (irisch Fánóir – der goldene Hang) ist ein Dorf an der Westküste Irlands an der Straße zwischen Ballyvaughan und Doolin im County Clare.
Fanore kann mit einem Sandstrand und Sanddünen aufwarten. Das Dorf liegt direkt an dem Karstgebiet Burren. Der Caher River, der einzige Fluss des Burren, der vollständig oberirdisch durch das Caher Valley fließt, mündet hier in den Atlantischen Ozean. Nördlich der Mündung liegen die Kaninchenbaue in einem steinzeitlichen Køkkenmøddinger (hier Shell oder Kitchen Midden genannt). Die Dünen von Fanore, Fisherstreet und Lahinch waren bereits in mesolithischer Zeit Wohnplätze. Darauf verweisen nicht nur die Abfallhaufen, sondern auch Artefakte wie Abschläge, Beile und Faustkeile.